# Уральский асбестовый горно-обогатительный комбинат
Уральский асбестовый горно-обогатительный комбинат — предприятие в городе Асбест Свердловской области.
Специализируется на добыче и обогащении хризотилового асбеста. Производит 21 % хризотила в мире и 41 % — в Российской Федерации, 80 % производимого хризотила поставляется на экспорт. Также комбинат — один из крупнейших в России производителей нерудных строительных материалов, которые поставляются для автодорожного и железнодорожного строительства. Годовая мощность 12 миллионов тонн. В структуру ОАО «Ураласбест» (сокращенное название) входят 10 структурных подразделений и 14 дочерних предприятий, которые предлагают различные услуги и дополнительные виды продукции. Имеет международные сертификаты ISO 9001 и ISO 14001.

## История
В 1885 году на Урале, недалеко от города Екатеринбурга А. П. Ладыженским было открыто крупное месторождение хризотил-асбеста. Уже в 1889 году были начаты разработки месторождения, за год было получен 30 тонн хризотила. Уже в следующем году добыча асбеста составила 300 тонн. В 1901 году на приисках стали применяться взрывные устройства, в 1905 году было добыто 6000 тонн.
В 1913 году было выработано более 22 с половиной тысяч тонн асбеста. Завод поставляет продукции в разные страны: Германию, Австрию, Англию, Японию. К концу 1917 года на месторождении работали четыре предприятия по добыче и переработке асбеста. 29 апреля 1918 года согласно постановлению областного Совета Комиссаров предприятия были национализированы. В 1922 году был создан трест «Ураласбест». В том же году была запущена первая фабрика по переработке хризотила, а в 1930 году — вторая асбестообогатительная фабрика.
В 1933 году трест «Ураласбест» был реорганизован в предприятие «Ураласбокомбинат», в 1939 году все предприятия были переданы в трест «Союзасбест». В 1935 году была запущена третья фабрика по производству асбеста. За 1940 год было выработано 118 600 тонн асбеста. В годы Великой Отечественной войны предприятие производило продукцию для фронта, в 1943 году завод был награждён знаменем Государственного Комитета Обороны, которое было передано на вечное хранение тресту «Союзасбест». В 1947 году выработка продукции составила 125 600 тонн, что побило предыдущий рекорд 1940 года. В 1950 году при содействии предприятия в Асбесте была открыта лаборатория исследований в области асбестовой промышленности. В 1955 году была открыта 5 фабрика, а в следующем году сдана в эксплуатацию фабрика 4. В 1965 году трест «Союзасбест» был переименован в «Ураласбест». В 1966 году комбинат был награждён орденом Ленина за перевыполнение планов по производству асбеста и перевооружении производственных сил предприятия. в 1969 году производство асбеста началось в 6 фабрике, которая стала самой крупной в мире по производству данного вида продукции.
В 1971 году предприятие было удостоено Почётной грамоты Президиума Верховного Совета СССР. В 1972 году коллектив предприятия был награждён памятным знаком в честь 50-летия основания СССР. В 1976 году был достигнут наивысший результат по производству и обогащению асбеста — 1 547 500 тонн.
После распада СССР предприятие было преобразовано в акционерное общество. С 1996 по 2000 год на предприятии было освоено производство фракционного щебня.
В 2015 году в рейтинге крупнейших экспортеров Урала и Западной Сибири «Уральский экспорт-100» по версии журнала «Эксперт» Уральский асбестовый горно-обогатительный комбинат занял 20 место.